# Dirección General de Personal
La Dirección General de Personal (DIGENPER) de España es el órgano directivo del Ministerio de Defensa, dependiente orgánicamente de la Subsecretaría de Defensa, al cual le corresponde la planificación y desarrollo de la política de personal, así como la supervisión y dirección de su ejecución.
A estos efectos, dependen funcionalmente de esta dirección general los órganos competentes en las citadas materias de las Fuerzas Armadas y de los organismos autónomos del Departamento.

## Historia
La Dirección General de Personal del Ministerio de Defensa se creó a los pocos meses de constituirse el departamento, en noviembre de 1977. Por aquel entonces se denominó Secretaría General de Asuntos de Personal y Acción Social, con rango de Dirección General, y estaba subordinada a la Subsecretaría de Defensa. Brevemente, entre 1982 y 1984 dependió de la Subsecretaría de Política de Defensa. Precisamente, en este último año se renombró como Dirección General de Personal, para asimilar los órganos del Ministerio al de los otros departamentos del Gobierno.
Asimismo, este órgano directivo poseía además competencias en materia de enseñanza militar, las cuales perdió en 1987 al crearse la Dirección General de Enseñanza, asumiendo competencias sobre el servicio militar.
Para 1996 el servicio militar ya había sido suspendido (y desde 1990 las competencias las tenía una dirección general independiente) y este órgano asumió competencias más sociales sobre el personal del Departamento y se mantuvo sin mayores cambios hasta 2008, cuando se volvieron a potenciar las competencias sociales de apoyo al personal militar creando la División del Servicio de Apoyo al Personal. Dos años más tarde, las competencias sobre la planificación del reclutamiento son añadidas a este órgano.
En 2018, por mandato de la Comisión de Defensa del Congreso de los Diputados, se cambia la denominación de la mencionada división a División de Igualdad y Apoyo al Personal, con el objetivo de potenciar la igualdad entre hombres y mujeres en el ámbito de las Fuerzas Armadas, convirtiéndose en la Unidad de Igualdad del Departamento.

## Estructura y funciones
De la Dirección General de Personal dependen los siguientes órganos directivos, a través de los cuales ejerce sus competencias:
- La Subdirección General de Personal Militar, que se encarga de elaborar las normas y los criterios generales aplicables a la gestión del personal militar, así como ejercer la función inspectora, y de gestionar el personal militar de los cuerpos comunes, el personal del Servicio de Asistencia Religiosa de las Fuerzas Armadas y las competencias atribuidas al Ministro y al Subsecretario respecto al conjunto del personal militar.
- La Subdirección General de Personal Civil, que gestiona el personal civil, así como su acción social y formación, organiza y particima en la negociación colectiva y en las relaciones laborales y coordina la política de igualdad. También, actúa como Unidad de Igualdad, en coordinación con la División de Igualdad y Apoyo Social al Personal.
- La Subdirección General de Planificación y Costes de Recursos Humanos, que se encarga de planificar los efectivos y el reclutamiento del personal militar y reservistas voluntarios, así como elaborar las propuestas de provisiones de plazas y controlar la actualización de las relaciones de puestos militares; elaborar las disposiciones en materia retributiva y gestionar las competencias atribuidas al Ministro y al Subsecretario en esta materia; proponer los efectivos y costes de personal para la elaboración del presupuesto, así como controlar el gasto; controlar, en el aspecto funcional, el Sistema de Información de Personal del Ministerio de Defensa; y planificar los efectivos del personal civil y las relaciones de puestos de trabajo.
- La División de Igualdad y Apoyo Social al Personal, que se encarga de reconocer los derechos pasivos y conceder las prestaciones de clases pasivas del personal militar; dirigir la acción social del departamento, excepto la relativa a las residencias y centros deportivos socioculturales militares y aquellas otras que se determinen que será efectuada por los órganos competentes de los ejércitos, pudiendo dar las instrucciones y órdenes de servicio oportunas; prestar apoyo continuado a los heridos y a los familiares de los fallecidos y heridos en acto de servicio; y coordinar la política de igualdad y desarrollar las funciones propias de la Unidad de Igualdad del Departamento, en coordinación con la Subdirección General de Personal Civil.
- La Unidad Administrativa de las Reales y Militares Órdenes de San Fernando y San Hermenegildo, que presta apoyo técnico-administrativo a los órganos de gobierno de estas dos órdenes millitares.